# جيرد هايدمان
جيرد هايدمان (بالألمانية: Gerd Heidemann)‏ (و. 1931  م) هو صحفي ألماني.